# Voglita
La voglita és un mineral de la classe dels carbonats. Rep el seu nom de Josef Florian Vogl, oficial de mines austríac.

## Característiques
La voglita és un carbonat de fórmula química Ca₂Cu(UO₂)(CO₃)₄·6H₂O. Cristal·litza en el sistema monoclínic. Segons la classificació de Nickel-Strunz, la voglita pertany a «05.EE - Uranil carbonats amb proporció UO₂:CO₃=1:4» juntament amb la shabaïta-(Nd).

## Formació i jaciments
És un mineral secundari format a partir de l'alteració de la uraninita. Sol trobar-se associada a altres minerals com: liebigita, cuprosklodowskita, rösslerita, brassita, zel·lerita i uraninita. Va ser descoberta l'any 1853 a la mina Elias, a Jáchymov, Erzgebirge (Regió de Karlovy Vary, Bohèmia, República Txeca), on es troba associada a la liebigita.